# Математическое образование (журнал)
«Математическое образование» — научно-теоретический и методический журнал, посвящённый математическому образованию и истории математики.

## История
Журнал начинали издавать три раза. Таким образом, существуют три серии:
- Первая серия: 1912—1918.
- Вторая серия: 1928—1930.

Обе эти серии являлись журналами Московского математического кружка. Ответственный редактор — профессор Московского университета И.И. Чистяков.
- Текущая третья серия издается с 1997 года Фондом математического образования и просвещения. В ней публиковались статьи таких известных математиков, как В. И. Арнольд, А. И. Бондал, А. Л. Городенцев, М. И. Зеликин, Е. Ф. Мищенко, А. С. Мищенко, Ю. А. Неретин, В. П. Паламодов, Л. С. Понтрягин, М. М. Постников, И. Р. Шафаревич и другие.